# Quintela de Lampaças
Quintela de Lampaças est une freguesia portugaise du district et concelho de Bragance, avec une superficie de 19,99 km2 pour une population de 215 habitants (2011). Densité: 10,8 hab/km2.